# Montserrat Pau i Piferrer
Montserrat Pau i Piferrer (? 1929 - 6 de novembre de 2017) fou una promotora cultural catalana. El 1994 va rebre la Creu de Sant Jordi en reconeixement de la seva tasca de reflectir la catalanitat a les institucions culturals britàniques a Catalunya i fomentar les relacions culturals entre Catalunya i la Gran Bretanya.